# Place Albert Kahn
Der Place Albert Kahn ist ein Verkehrsknotenpunkt im 18. Arrondissement von Paris.

## Lage
Quer durch den Platz führt der Boulevard Ornano, der, vom Boulevard périphérique (Ausfahrt Porte de Clignancourt) kommend, eine wichtige Einfallstraße nach Paris ist. Da hier weitere, viel befahrene Straßen kreuzen (Rue du Mont Cenis, Rue Duhesme, Rue Championnet), ist ein Verkehrsknotenpunkt (französisch rondpoint) entstanden.

## Namensursprung
Der Platz wurde nach dem Bankier Albert Kahn benannt.

## Geschichte
Der Platz gehörte zu den Straßen in der Gemeinde Montmartre, ehe er 1863 in das Pariser Straßenverzeichnis aufgenommen wurde. Seinen aktuellen Namen erhielt er dann 1965.
Koordinaten: 48° 54′ N, 2° 21′ O